# Nick of Time (film)
Nick of time is een film van John Badham die werd uitgebracht in 1995 met Johnny Depp, Charles S. Dutton en Christopher Walken in de hoofdrollen.

## Verhaal
Gene Watson gaat met zijn dochtertje naar Los Angeles nadat hij naar de begrafenis van zijn ex-vrouw is geweest. Alsof dat nog niet genoeg was, wordt zijn dochter gekidnapt. De kidnappers geven zijn dochter onder één voorwaarde terug, hij zal iemand moeten vermoorden. De persoon die hij moet vermoorden is bepaald niet onbelangrijk en zijn tijd tikt door...

## Rolverdeling
| Acteur             | Personage      |
| ------------------ | -------------- |
| Johnny Depp        | Gene Watson    |
| Christopher Walken | mister Smith   |
| Charles S. Dutton  | Huey           |
| Roma Maffia        | mevrouw Jones  |
| Marsha Mason       | Eleanor Grant  |
| Peter Strauss      | Brendan Grant  |
| Gloria Reuben      | Krista Brooks  |
| G.D. Spradlin      | de lobbyist    |
| Bill Smitrovich    | officier Trust |
| Yul Vazquez        | Gustino        |